# Loughborough
Loughborough (wym. /ˈlʌfb(ə)rə/) – miasto w Anglii (Leicestershire). Położone jest 15,9 km od miasta Leicester i 159,4 km na północ od Londynu. W 2001 roku miasto liczyło 55 258 mieszkańców.
Loughborough jest wspomniane w Domesday Book (1086) jako Locte/Lucteburne. Rozwinięte przemysły: dziewiarski, obuwniczy, farmaceutyczny, metalowy.
W mieście jest stacja kolejowa Loughborough.

## Zabytki
- Ratusz (dawna giełda, obecnie teatr),
- gotycki kościół Wszystkich Świętych i Świętej Trójcy.

## Współpraca
Miejscowości partnerskie:
- Bhavnagar, Indie
- Épinal, Francja
- Gembloux, Belgia
- Schwäbisch Hall, Niemcy
- Zamość, Polska